# Crystals of Arborea
Crystals of Arborea is een computerspel dat werd ontwikkeld en uitgegeven door Silmarils. Het spel kwam in 1990 uit voor diverse platforms. Het spel is beurtgebaseerd.

## Platforms
- Amiga (1990)
- Atari ST (1990)
- DOS (1990)

## Ontvangst
| Beoordeeld door                      | Platform | Datum         | Score |
| ------------------------------------ | -------- | ------------- | ----- |
| CU Amiga                             | Amiga    | mei 1991      | 91%   |
| The One                              | Amiga    | mei 1991      | 86%   |
| Amiga Action                         | Amiga    | juni 1991     | 86%   |
| ST Format                            | Atari ST | mei 1991      | 78%   |
| ST-Computer                          | Atari ST | november 1991 | 60%   |
| Joker Verlag präsentiert: Sonderheft | Atari ST | 1992          | 58%   |
| Amiga Joker                          | Amiga    | mei 1991      | 58%   |
| Joker Verlag präsentiert: Sonderheft | DOS      | 1992          | 58%   |
| Joker Verlag präsentiert: Sonderheft | Amiga    | 1992          | 58%   |
| Amiga Power                          | Amiga    | mei 1991      | 48%   |